# Carlingford Lough
Carlingford Lough (irl. Loch Cairlinn, ulster scots Carlinford Loch lub Cairlinfurd Loch) – fiord o charakterze polodowcowym na zachodzie wyspy Irlandii. Stanowi część granicy między Irlandią Północną na północy a Irlandią na południu. Na północnym brzegu znajduje się hrabstwo Down, a na jego południowym brzegu znajduje się hrabstwo Louth. Historycznie nazywany był Cuan Snámh-Aighneach, Snámh-Aighneach lub Cuan Cairlinne w języku irlandzkim. Starsza angielska nazwa to Nury (Newry) Bay.

## Geografia
Newry River i Newry Canal łączą zatokę z pobliskim miastem Newry. Jest jedynym polodowcowym fiordem w Irlandii obok Lough Swilly i Killary Harbour.
Na północnym wybrzeżu, w hrabstwie Down, znajdują się nadmorskie miasta Warrenpoint i Rostrevor położone u podnóży gór Mourne. Na południowym wybrzeżu, w hrabstwie Louth położone są miejscowości Omeath, Carlingford i Greenore. Miejscowości te znajdują się na półwyspie Cooley Peninsula, pomiędzy wybrzeżem zatoki a pasmem Cooley Mountains.

## Turystyka
Obszar ten jest popularnym miejscem turystycznym od czasów wiktoriańskich, kiedy otwarto linię kolejową między Dublinem i Belfastem.
To tam "Góry Mourne omijają morze" i razem z grzbietem Sleve Foy na brzegu hrabstwa Louth oferują malownicze przejażdżki, leśne parki i wiele mil dobrych ścieżek i szlaków do zwiedzania. Popularne są wędrówki, spacery i wspinaczka, z lokalnymi ośrodkami edukacji na wolnym powietrzu oferującymi kursy. To podobna historia na wodzie, z marinami w Carlingford i Warrenpoint. W obu lokalizacjach można wynająć różne typy łodzi, a odwiedzający mogą odbyć rejs statkiem wycieczkowym z Omeath, Warrenpoint i Carlingford w czerwcu, lipcu i sierpniu.
Kulturowo istnieje zróżnicowana oferta wydarzeń i festiwali. Najważniejsze wydarzenia to Międzynarodowy Festiwal Blues on the Bay pod koniec maja w Warrenpoint. Inne to Carlingford Oyster Festival, Newry Arts Festival, The "Maiden of the Mournes" w Warrenpoint, Rostrevor's "Fiddlers Green International Folk Festival" i Morne Walking Festival który obejmuje szeroki program wydarzeń w różnych lokalizacjach. Większość z tych festiwali jest bezpłatna, chociaż rezerwacje i opłaty za wstęp mogą być płatne w przypadku niektórych wydarzeń. Rozrywka jest powszechnie dostępna przez cały rok w hotelach i barach.
Krótkoterminowe zakwaterowanie turystyczne obejmuje wielokrotnie nagradzane hotele, pensjonaty, domki letniskowe z własnym wyżywieniem i kempingi. Wcześniejsze rezerwacje są zawsze wskazane w okresach wakacyjnych, ponieważ nawet kempingi często są pełne. Możliwości jedzenia poza domem są w dużej mierze ograniczone do hoteli, małych restauracji i lokalnych barów (chociaż wiele mniejszych barów nie serwuje posiłków).
Jednak długoterminowe możliwości mieszkaniowe w wiosce Carlingford maleją. Na niedawnym spotkaniu dotyczącym planowania miejskiego długoterminowe świadczenia mieszkaniowe i ich jakość znalazły się na 18. miejscu listy kompilacji zagadnień planistycznych w tej dziedzinie, które zostały znacznie wyprzedane dzięki propozycjom poprawy turystyki, a tym samym biznesowi dla najdłużej funkcjonujących rodzin w wiosce.
Kontynuowane są inwestycje w infrastrukturę, usługi i obiekty po obu stronach granicy.

## Flora i fauna
Północne brzegi mają rozległe błotne równiny i bagna. U ujścia jeziora znajduje się kilka niewielkich skalnych i żwirowych wysepek, które stanowią obszary lęgowe dla rybitw żerujących na jego płytkich wodach.

## Obszary chronione
Lough jest obszarem chronionym ptaków.
Miejsce Carlingford Lough Ramsar (tereny podmokłe o znaczeniu międzynarodowym wyznaczone zgodnie z Konwencją z Ramsar), wynosi 830,51 ha powierzchni, na szerokości 54 03 00 N i długości geograficznej 06 07 00 W. Zostało wyznaczone jako teren Ramsar w dniu 9 marca 1998 r. Jest to droga transgraniczna. Północny brzeg znajduje się w Irlandii Północnej i obejmuje najbardziej znaczące błotne obszary w dolinie oraz obszar bagna. Południowy brzeg znajduje się w Irlandii. Miejsce Ramsar położone jest pomiędzy Killowen Point i Soldiers Point na północnym wybrzeżu Carlingford Lough.
Strona została zakwalifikowana zgodnie z kryterium 2 Konwencji z Ramsar, ponieważ wspiera ważne grupy zagrożonych gatunków ptaków irlandzkiej czerwonej księgi. Wspiera narodowo ważne populacje rybne rybitwy rzecznej. Wspierało ono także ważne dla kraju liczby rybitw arktycznych.

## Dostęp kolejowy
Newry to najbliższa stacja położona na linii kolejowej Dublin-Belfast. Zatrzymują się tu pociągi przedsiębiorstwa Enterprise, które oferuje połączenia pomiędzy Belfast Central, Portadown i Dublin Connolly.